# Urs Räber
Urs Räber (nacido el 28 de noviembre de 1958 en Grindelwald, Suiza) es un esquiador retirado que ganó 1 Copa del Mundo en disciplina de Descenso y 2 victorias en la Copa del Mundo de Esquí Alpino (con un total de 6 podiums).

## Resultados

### Juegos Olímpicos de Invierno
- 1984 en Sarajevo, Yugoslavia
  - Descenso: 5.º

### Copa del Mundo

#### Clasificación general Copa del Mundo
- 1978-1979: 46.º
- 1979-1980: 61.º
- 1980-1981: 60.º
- 1981-1982: 78.º
- 1982-1983: 15.º
- 1983-1984: 7.º

#### Clasificación por disciplinas (Top-10)
- 1982-1983:
  - Descenso: 5.º
  - Combinada: 7.º
- 1983-1984:
  - Descenso: 1.º
  - Combinada: 6.º

#### Victorias en la Copa del Mundo (2)

##### Descenso (2)
| Fecha                   | Lugar       |
| ----------------------- | ----------- |
| 18 de diciembre de 1983 | Val Gardena |
| 7 de enero de 1984      | Laax        |